# Gà Sultan

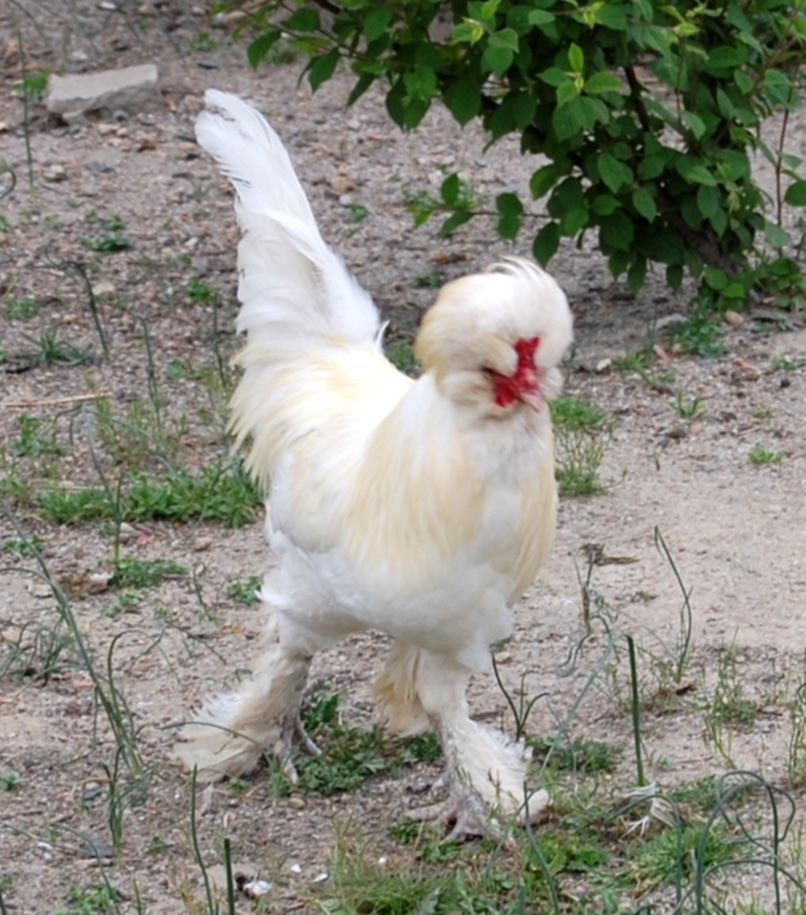
Sultan trắng

Sultan là một giống gà có nguồn gốc từ Thổ Nhĩ Kỳ. Một vài từ điển dịch nó thành gà bạch Thổ Nhĩ Kỳ không hẳn là chính xác, do giống gà này có thể có bộ lông là màu trắng, đen hay lam, mặc dù gà có bộ lông trắng là phổ biến hơn cả. Tên gọi của nó trong tiếng Thổ Nhĩ Kỳ là Serai-Tavuk, có thể dịch thành "gà của Sultan". Chúng từng là loại gà cảnh chủ yếu, được nuôi trong các khu vườn của đế quốc Ottoman. Tại phương Tây, chúng được nhân giống để triển lãm gia cầm, và nói chung hiếm thấy.
Giống gà này lần đầu tiên được xuất khẩu từ đất nước bản địa của nó vào năm 1854, khi Elizabeth Watts ở Hampstead, London đem một bầy nhỏ vào Anh. Nó được thấy tại Bắc Mỹ vào năm 1867, và được chính thức công nhận bằng việc chấp thuận đưa vào chuẩn hoàn hảo của Hiệp hội gia cầm Bắc Mỹ năm 1874.
Gà Sultan có rất nhiều kiểu bộ lông trang trí, bao gồm lớp lông lớn, phồng tại mào, ngực, duôi dài, và nhiều lông trên chân. Chiếc mào nhỏ, hình chữ V của chúng gần như bị che đậy hoàn toàn dưới lớp lông. Gà Sultan cũng là một trong số ít các giống gà có 5 ngón trên mỗi chân. Với gà trống cân nặng khoảng 2,7 kg (6 pao) và gà mái khoảng 2 kg (4 pao), chúng là gà giống tiêu chuẩn tương đối nhỏ. Chúng cũng có phiên bản bantam (dạng nhỏ so với gà tiêu chuẩn, với kích thước chỉ bằng một phần năm tới một phần tư kích thước gà tiêu chuẩn).
Gà mái đẻ các trứng nhỏ màu trắng với tốc độ chậm, chỉ khoảng 80 quả mỗi năm và nói chung không đòi ấp. Về khí chất, gà Sultan là gà rất dễ sai khiến và thân thiện, và chúng hài lòng với việc nuôi nhốt. Phần lớn những người nhân giống gà Sultan nuôi chúng trên nền chuồng khô nhằm bảo vệ bộ lông trau chuốt kỹ lưỡng của chúng, đặc biệt ở phần chân. Chúng cũng có thể hơi dễ bị bắt nạt nếu nuôi trong cùng bầy với các giống gà hoạt động tích cực hơn.

## Tiêu chuẩn
- Trọng lượng lý tưởng: Trống: 1,5–2 kg; Mái: 1-1,5 kg.
- Mào: sừng (hình chữ V).
- Mấu tai: ẩn do lông che phủ mấu tai.
- Màu mắt: đỏ-cam.
- Màu da: trắng.
- Màu tụ cốt cổ chân: vàng.
- Đa dạng của bộ lông: chỉ màu trắng.
- Trứng để ấp: tối thiểu 45 g, vỏ màu trắng.
- Đường kính vòng đeo chân: Trống: 18 mm; Mái: 16 mm.